# Krzysztof Chudzio
Krzysztof Piotr Chudzio (ur. 25 czerwca 1963 w Przemyślu) – polski duchowny rzymskokatolicki, biskup pomocniczy przemyski od 2020.

## Życiorys
Urodził się 25 czerwca 1963 w Przemyślu. Kształcił się w tamtejszym I Liceum Ogólnokształcącym, w 1982 złożył egzamin dojrzałości. W latach 1982–1988 studiował w Wyższym Seminarium Duchownym w Przemyślu. 24 czerwca 1988 w katedrze przemyskiej został wyświęcony na prezbitera przez miejscowego biskupa diecezjalnego Ignacego Tokarczuka. Inkardynowany został do diecezji przemyskiej. Magisterium z teologii uzyskał w 1988 na Katolickim Uniwersytecie Lubelskim.
W latach 1988–1989 był wikariuszem w parafii św. Wojciecha w Krośnie. Od 1989 pracował duszpastersko na Ukrainie, na terenie diecezji kamienieckiej, gdzie ponadto pełnił funkcje wikariusza generalnego, kanclerza kurii i sekretarza biskupa Jana Olszańskiego. W 2005 powrócił do rodzinnej diecezji, gdzie objął stanowisko dyrektora Muzeum Archidiecezjalnego im. św. Józefa Sebastiana Pelczara i podjął pracę w wydziale duszpasterskim kurii diecezjalnej. Był także notariuszem sądu metropolitalnego. W latach 2006–2015 sprawował funkcję ojca duchownego w Wyższym Seminarium Duchownym w Przemyślu i prowadził wykłady z teologii w Instytucie Teologicznym w Przemyślu. W latach 2015–2020 był proboszczem parafii Niepokalanego Poczęcia Najświętszej Maryi Panny w Jasienicy Rosielnej. Jednocześnie pełnił funkcję wicedziekana dekanatu Domaradz. W 2015 otrzymał godność kanonika honorowego Przemyskiej Kapituły Metropolitalnej.
3 kwietnia 2020 papież Franciszek prekonizował go biskupem pomocniczym archidiecezji przemyskiej ze stolicą tytularną Marazanae. Święcenia biskupie przyjął 2 maja 2020 w bazylice archikatedralnej Wniebowzięcia Najświętszej Maryi Panny i św. Jana Chrzciciela w Przemyślu. Udzielił mu ich Adam Szal, arcybiskup metropolita przemyski, w asyście Józefa Michalika, emerytowanego arcybiskupa metropolity przemyskiego, i Stanisława Jamrozka, biskupa pomocniczego przemyskiego. Jako dewizę biskupią przyjął słowa „Deo fideli et misericordi” (Bogu wiernemu i miłosiernemu).
W strukturach Konferencji Episkopatu Polski w 2022 został przewodniczącym Zespołu Pomocy Kościołowi na Wschodzie.